# Kịch
Kịch là một môn nghệ thuật sân khấu, một trong ba phương thức phản ánh hiện thực của văn học. Thuật ngữ này bắt nguồn từ tiếng Hy Lạp có nghĩa là "hành động", kịch tính (tiếng Hy Lạp cổ điển: δρᾶμα, drama), được bắt nguồn từ "I do" (Tiếng Hy Lạp cổ: δράω, drao). Là sự kết hợp giữa 2 yếu tố bi và hài kịch. Được coi là một thể loại thơ ca, sự kịch tính được đối chiếu với các giai thoại sử thi và thơ ca từ khi Thơ của Aristotle (năm 335 trước Công nguyên) - tác phẩm đầu tiên của thuyết kịch tính ra đời. Mặc dù kịch bản văn học vẫn có thể đọc như các tác phẩm văn học khác, nhưng kịch chủ yếu để biểu diễn trên sân khấu. Đặc trưng của bộ môn nghệ thuật này là phải khắc hoạ cuộc sống bằng các hành động kịch, thông qua các xung đột tính cách xảy ra trong quá trình xung đột xã hội, được khái quát và trình bày trong một cốt truyện chặt chẽ với độ dài thời gian không quá lớn. Mỗi vở kịch thường chỉ trên dưới ba giờ đồng hồ và còn tùy kịch ngắn, kịch dài.
Căn cứ vào nội dung kịch, có thể chia thành các thể loại: hài kịch, bi kịch, bi hài kịch, chính kịch... Cũng có thể căn cứ vào nội dung của các đề tài mà chia kịch thành: kịch cổ điển, kịch dân gian, kịch thần thoại, kịch hiện đại... Một cách phân chia khác dựa theo chính thời gian biểu diễn, có kịch ngắn, kịch dài.

## Lịch sử kịch phương Tây

### Kịch Hy Lạp cổ đại
Các vở kịch phương Tây bắt nguồn từ Hy Lạp cổ đại . Các nhà sử học biết tên của nhiều nhà soạn kịch Hy Lạp cổ đại, không kém phần quan trọng Thespis, người được ghi nhận với sự đổi mới của một diễn viên ("hypokrites"), người nói (chứ không phải hát) và đóng vai một nhân vật (chứ không phải về chính bản thân mình), trong khi sự tương tác với dàn hợp xướng và người đóng vai chính ("coryphaeus"), những người đã là một phần truyền thống của việc trình diễn thơ không kịch tính (dithyrambic, thơ tình và sử thi) 
Chỉ một phần nhỏ các tác phẩm của 5 nhà viết kịch còn tồn tại cho đến ngày nay: chúng ta có một số lượng nhỏ văn bản hoàn chỉnh của Aeschylus, Sophocles và Euripides, và các nhà văn truyện tranh Aristophanes và, từ cuối thế kỷ 4, Menander . Vở bi kịch "Người Ba Tư" của  Aeschylus là vở kịch lâu đời nhất còn sót lại, mặc dù khi giành được giải nhất tại cuộc thi diễn ra ở thành phố Dionysia vào năm 472 trước Công nguyên, ông đã viết kịch được hơn 25 năm .

### Kịch La Mã cổ đại
Sau khi mở rộng của nước Cộng hoà La Mã (509-27 TCN) thành nhiều vùng lãnh thổ Hy Lạp giữa 270-240 TCN, Quân La Mã thành lập lên Nhà hát Hy Lạp cổ đại . những năm cuối của các quốc gia cộng hòa và Đế chế La Mã (27 TCN-476 CE), nhà hát phát triển rộng khắp phía Tây châu Âu, quanh Địa Trung Hải và đến Anh; Nhà hát La Mã đa dạng, phong phú và phức tạp hơn bất kỳ nền văn hoá nào trước đó .
Trong khi kịch Hy Lạp tiếp tục được trình diễn trong suốt thời kỳ La Mã, năm 240 TCN đánh dấu sự khởi đầu của kịch La Mã . Tuy nhiên, từ khi các Đế quốc ra đời, sự quan tâm đến kịch truyền hình dài tập đã làm giảm đi sự ủng hộ của nhiều hoạt động giải trí sân khấu . Những tác phẩm quan trọng đầu tiên của văn học La Mã là bi kịch và hài kịch mà Livius Andronicus đã viết từ năm 240 TCN. 5 năm sau, Gnaeus Naevius cũng bắt đầu viết kịch. Không có vở kịch nào của cả hai nhà văn còn tồn tại. Mặc dù cả hai nhà soạn kịch đều sáng tác cả hai thể loại, Andronicus được đánh giá cao nhất; những người kế nhiệm họ thường có xu hướng chuyên môn hóa hay làm khác đi, dẫn đến tách biệt sự phát triển tiếp theo của từng loại kịch .

### Trung cổ
Bắt đầu từ những năm đầu của thời Trung Cổ, các nhà thơ đã dàn dựng các vở kịch tại các sự kiện Kinh thánh được gọi là các chương trình phụng vụ, để làm sinh động lễ kỷ niệm hàng năm . Ví dụ đầu tiên là Kịch trop Lễ Phục Sinh "Whom do you Seek? (Quem-Quaeritis) (khoảng 925). Hai nhóm sẽ hát bằng tiếng Latin, mặc dù không mạo danh nhân vật . Vào thế kỷ 11, nó đã lan rộng khắp châu Âu đến Nga, Scandinavia, và Italy; ngoại trừ người Tây Ban Nha dòng Hồi giáo.
Vào thế kỷ 10 Hrotsvitha, viết 6 vở kịch bằng tiếng Latinh được mô phỏng dựa trên các vở hài kịch của Terence, nhưng đã xử lý các chủ đề tôn giáo . Sau đó, Hildegard von Bingen đã viết một vở nhạc kịch, Ordo Virtutum (khoảng năm 1155).
Một trong những vở kịch nổi tiếng nhất trong số những vở kịch thế tục ban đầu là mục trường nhã nhặn Robin và Marion , được viết vào thế kỷ 13 bằng tiếng Pháp bởi Adam de la Halle. The Interlude of the Student and the Girl (khoảng năm 1300), một trong những tác phẩm sớm nhất được biết đến bằng tiếng Anh, dường như có âm điệu và hình thức gần nhất với các trò hề cùng thời của Pháp, chẳng hạn như The Boy and the Blind Man.
Nhiều vở kịch tồn tại ở Pháp và Đức vào cuối thời Trung cổ, khi một số loại kịch tôn giáo được biểu diễn ở hầu hết các quốc gia châu Âu. Nhiều vở kịch trong số này có hài kịch, quỷ, nhân vật phản diện và chú hề.  Ở Anh, các hiệp hội thương mại bắt đầu biểu diễn " vở kịch bí ẩn " bản ngữ, bao gồm các chu kỳ dài của nhiều vở kịch hoặc "cuộc thi", trong số đó còn tồn tại: York Mystery Plays (48 vở), Chester Mystery Plays (24), Wakefield Mystery Plays (32) và  cái gọi là "N-Town Plays"(42). The Second Shepherds' Play từ chu kỳ Wakefield là một câu chuyện kỳ lạ về một con cừu bị đánh cắp mà nhân vật chính của nó, Mak, cố gắng chết khi đứa con mới sinh của anh ta ngủ trong cũi; nó kết thúc khi những người chăn cừu từ đó. anh ta đã ăn cắp được triệu tập đến Sự giáng sinh của Giêsu.
Kịch luân lý (một thuật ngữ hiện đại) nổi lên như một hình thức kịch riêng biệt vào khoảng năm 1400 và phát triển mạnh mẽ vào đầu thời đại Elizabeth ở Anh. Các nhân vật thường được sử dụng để đại diện cho các lý tưởng đạo đức khác nhau. Ví dụ, mỗi người bao gồm những nhân vật như Hành động tốt, Kiến thức và Sức mạnh, và đặc điểm này củng cố mâu thuẫn giữa thiện và ác cho khán giả.The Castle of Perseverance (khoảng năm 1400—1425) mô tả quá trình của một nhân vật nguyên mẫu từ khi sinh ra cho đến khi chết. Horestes (khoảng năm 1567), một "đạo đức lai" muộn và là một trong những ví dụ sớm nhất về kịch trả thù của người Anh, tập hợp lại câu chuyện cổ điển về Orestes with a Vice từ truyền thống ngụ ngôn thời trung cổ, truyện tranh xen kẽ, những cảnh hài hước với những cảnh nghiêm trọng, bi thảm. Cũng quan trọng trong thời kỳ này là các bộ phim truyền hình dân gian Vở kịch của những người mẹ, được trình diễn trong mùa Giáng sinh. Masque đặc biệt phổ biến dưới thời trị vì của Henry VIII.

### Elizabeth và Jacobean
Một trong những giai đoạn nở rộ của Kịch ở Anh diễn ra vào thế kỷ 16 và 17. Nhiều trong số những vở kịch được viết bằng thơ, đặc biệt là thơ ngũ âm iambic. Ngoài Shakespeare, các tác giả như Christopher Marlowe, Thomas Middleton và Ben Jonson là những nhà viết kịch nổi bật trong thời kỳ này. Như trong thời kỳ trung cổ, các vở kịch lịch sử tôn vinh cuộc đời của các vị vua trong quá khứ, nâng cao hình ảnh của chế độ quân chủ Tudor. Các tác giả của thời kỳ này đã vẽ một số cốt truyện của họ từ thần thoại Hy Lạp và thần thoại La Mã hoặc từ các vở kịch của các nhà viết kịch La Mã lỗi lạc như Plautus và Terence.

## Opera
Opera phương Tây Là một loại hình nghệ thuật kịch nảy sinh trong thời kỳ Phục hưng  với nỗ lực làm sống lại loại hình kịch cổ điển của Hy Lạp, trong đó kết hợp đối thoại, khiêu vũ và ca khúc. Hòa quyện chặt chẽ với âm nhạc cổ điển phương Tây, opera đã trải qua những thay đổi to lớn và nó là một hình thức sân khấu quan trọng cho đến ngày nay. Đáng chú ý là ảnh hưởng lớn của nhà soạn nhạc người Đức thế kỷ 19 Richard Wagner về truyền thống opera. Theo quan điểm của ông, không có sự cân bằng thích hợp giữa âm nhạc và sân khấu trong các vở opera vào thời của ông, bởi vì âm nhạc dường như quan trọng hơn khía cạnh kịch tính trong các tác phẩm. Để khôi phục mối liên hệ với kịch cổ điển, ông đã đổi mới hoàn toàn hình thức opera để nhấn mạnh tầm quan trọng ngang nhau của âm nhạc và kịch trong các tác phẩm mà ông gọi là " Musikdrama ".

## Kịch câm
Kịch câm (không chính thức), là một loại hình sân khấu hài kịch âm nhạc, được thiết kế để giải trí gia đình. Nó đã được phát triển ở Anh và vẫn được biểu diễn trên khắp Vương quốc Anh, thường là trong mùa Giáng sinh và Năm mới và ở một mức độ thấp hơn, ở các nước nói tiếng Anh khác. Kịch câm hiện đại bao gồm các bài hát, trò đùa, hài kịch và khiêu vũ, sử dụng các diễn viên chuyển giới và kết hợp hài hước có tính thời sự với một câu chuyện dựa trên một câu chuyện cổ tích, truyện ngụ ngôn hoặc dân gian nổi tiếng . Đây là một hình thức sân khấu có sự tham gia của khán giả, trong đó khán giả được mong đợi sẽ hát theo một số phần nhất định của âm nhạc và hét lên các cụm từ cho người biểu diễn.
Những câu chuyện này theo truyền thống của truyện ngụ ngôn và truyện dân gian. Thông thường, có một bài học rút ra, và với một số trợ giúp từ khán giả, anh hùng / nữ anh hùng sẽ cứu được một ngày. Loại kịch này sử dụng các nhân vật cổ trang được thấy trong các bộ phim giả trang và một lần nữa trong commedia dell'arte, những nhân vật này bao gồm nhân vật phản diện (doctore), chú hề / người hầu (Arlechino / Harlequin / button), những người yêu thích, v.v. Những vở kịch này thường nhấn mạnh vào đạo đức tình huống khó xử, và cái thiện luôn chiến thắng cái ác, loại trò chơi này cũng rất thú vị và trở thành một cách tiếp cận nhiều người rất hiệu quả.
Kịch câm có lịch sử sân khấu lâu đời trong nền văn hóa phương Tây, kể từ thời sân khấu cổ điển. Nó được phát triển một phần từ truyền thống commedia dell'arte thế kỷ 16 của Ý, cũng như sân khấu truyền thống khác của châu Âu và Anh, chẳng hạn như Masque và Nhà hát ca múa nhạc thế kỷ 17 . Một phần quan trọng của kịch câm, cho đến cuối thế kỷ 19, là harlequinade  thường được dùng với nghĩa là diễn kịch, thay vì hình thức sân khấu

## Mime artist
Mime là một phương tiện sân khấu trong đó hành động của một câu chuyện được kể thông qua chuyển động của cơ thể mà không sử dụng lời nói. Màn biểu diễn Mime diễn ra ở Hy Lạp cổ đại, và từ này được lấy từ một vũ công đeo mặt nạ duy nhất được gọi là Pantomimus, mặc dù màn trình diễn của họ không nhất thiết phải im lặng. Ở châu Âu thời Trung cổ, các hình thức kịch câm ban đầu, chẳng hạn như Mummers' play và sau đó là Dumbshow, đã phát triển. Vào đầu thế kỷ 19 ở Paris, Jean-Gaspard Deburau đã củng cố nhiều đặc điểm mà chúng ta đã biết trong thời hiện đại, bao gồm cả hình ảnh im lặng trong khuôn mặt trắng.
Jacques Copeau, chịu ảnh hưởng mạnh mẽ của Commedia dell'arte và kịch Noh Nhật Bản, đã sử dụng mặt nạ trong việc đào tạo diễn viên của mình. Étienne Decroux, một học trò của ông, bị ảnh hưởng rất nhiều bởi điều này và bắt đầu khám phá và phát triển các khả năng của Mime và làm Corporeal mime thành một hình thức cao, đưa nó ra ngoài lĩnh vực của chủ nghĩa tự nhiên. Jacques Lecoq đã đóng góp đáng kể vào sự phát triển của Mime và Physical theatre với các phương pháp đào tạo của mình.

## Ba lê
Trong khi một số vở ba lê nhấn mạnh "bản thân các đường nét và mô hình chuyển động" thì vũ điệu kịch "thể hiện hoặc bắt chước cảm xúc, nhân vật và hành động tường thuật". Những vở ba lê như vậy là những tác phẩm sân khấu có các nhân vật và "kể một câu chuyện",  Các động tác múa trong vở ba lê "thường liên quan chặt chẽ đến các hình thức biểu đạt thể chất hàng ngày, [do đó] gần như tất cả đều có chất lượng biểu cảm vốn có. khiêu vũ ", và điều này được sử dụng để truyền đạt cả hành động và cảm xúc; Mime cũng được sử dụng. Các ví dụ bao gồm Hồ thiên nga của Pyotr Ilyich Tchaikovsky, kể về câu chuyện của Odette, một công chúa bị biến thành thiên nga bởi lời nguyền của phù thủy độc ác, vở ba lê Romeo và Juliet của Sergei Prokofiev, dựa trên vở kịch nổi tiếng của Shakespeare và Petrushka của Igor Stravinsky, kể câu chuyện về tình yêu và sự ghen tị của ba con rối.

## Kịch sáng tạo
Kịch sáng tạo bao gồm các hoạt động kịch tính và trò chơi được sử dụng chủ yếu trong môi trường giáo dục với trẻ em. Nguồn gốc của nó ở Hoa Kỳ bắt đầu vào đầu những năm 1900. Winifred Ward được coi là người sáng lập kịch nghệ sáng tạo trong giáo dục, thiết lập việc sử dụng kịch tính học thuật đầu tiên ở Evanston, Illinois.

## Kịch châu Á

### ẤnĐộ
Hình thức sớm nhất của kịch Ấn Độ là kịch Phạn . Từ thế kỷ 1 sau Công nguyên đến thế kỷ 10 là thời kỳ tương đối hòa bình trong lịch sử Ấn Độ, trong đó hàng trăm vở kịch đã được viết   Với các cuộc chinh phạt của người Hồi giáo bắt đầu vào thế kỷ 10 và 11, Nhạc kịch không được khuyến khích hoặc bị cấm hoàn toàn. Sau đó, trong nỗ lực khẳng định lại các giá trị và ý tưởng bản địa, Kịch làng được khuyến khích trên khắp tiểu lục địa, phát triển bằng nhiều ngôn ngữ khu vực khác nhau từ thế kỷ 15 đến thế kỷ 19. Phong trào Bhakti đã có ảnh hưởng đến các buổi biểu diễn ở một số khu vực. Ngoài các ngôn ngữ khu vực, Assam đã chứng kiến sự trỗi dậy của kịch Vaishnavite trong một ngôn ngữ văn học hỗn hợp giả tạo được gọi là Brajavali. Một dạng vở kịch một màn riêng biệt được gọi là Ankia Naat được phát triển trong các tác phẩm của Sankardev, một dạng trình bày cụ thể được gọi là Bhaona .  Nhạc kịch Ấn Độ hiện đại phát triển trong thời kỳ thuộc địa của Đế quốc Anh, từ giữa thế kỷ 19 cho đến giữa thế kỷ 20 .

#### Kịch Phạn
Những mảnh vỡ còn sót lại sớm nhất của kịch tiếng Phạn có niên đại từ thế kỷ 1 sau Công nguyên . Sự phong phú của bằng chứng khảo cổ học từ các thời kỳ trước đó không cho thấy dấu hiệu nào về sự tồn tại của truyền thống sân khấu . Veda cổ đại (những bài thánh ca từ năm 1500 đến 1000 trước Công nguyên, là một trong những ví dụ sớm nhất của văn học trên thế giới) không có gợi ý nào về nó (mặc dù một số ít được sáng tác dưới dạng đối thoại) và các nghi lễ của thời Vẹda thời kỳ dường như chưa phát triển thành rạp hát. Mahābhāṣya của Patañjali chứa tham chiếu sớm nhất về những gì có thể là mầm mống của kịch tiếng Phạn .  Luận thuyết về ngữ pháp từ năm 140 trước Công nguyên này cung cấp một niên đại khả thi cho sự khởi đầu của Kịch ở Ấn Độ .
Nguồn bằng chứng chính cho sân khấu tiếng Phạn là A Treatise on Theater ( Nātyaśāstra ), một bản tóm tắt có niên đại sáng tác không chắc chắn (ước tính khoảng từ năm 200 trước Công nguyên đến năm 200 sau Công nguyên) và tác giả là Bharata Muni. Treatise là tác phẩm hoàn chỉnh nhất về kịch nghệ trong thế giới cổ đại. Nó đề cập đến diễn xuất, khiêu vũ, âm nhạc, xây dựng kịch, kiến trúc, trang phục, trang điểm, đạo cụ, tổ chức các công ty, khán giả, các cuộc thi và cung cấp một câu chuyện thần thoại về nguồn gốc của Kịch .

#### Kịch Ấn Độ hiện đại
Rabindranath Tagore là nhà viết kịch hiện đại tiên phong, người đã viết những vở kịch nổi tiếng nhờ sự khám phá và đặt câu hỏi về chủ nghĩa dân tộc, bản sắc, chủ nghĩa tâm linh và lòng tham vật chất . Các vở kịch của ông được viết bằng tiếng Bengal và bao gồm Chitra ( Chitrangada , 1892), The King of the Dark Chamber ( Raja , 1910), The Post Office ( Dakghar , 1913), và Red Oleander ( Raktakarabi , 1924) . Girish Karnad một nhà viết kịch nổi tiếng, người đã viết một số vở kịch sử dụng lịch sử và thần thoại, để phê bình và đặt vấn đề các ý tưởng và lý tưởng có liên quan đến đương đại. Nhiều vở kịch của Karnad như Tughlaq , Hayavadana , Taledanda , và Naga-Mandala là những đóng góp đáng kể cho nền kịch Ấn Độ. Vijay Tendulkar và Mahesh Dattani là một trong những nhà viết kịch lớn của Ấn Độ của thế kỷ 20. Mohan Rakesh và Danish Iqbal được coi là kiến trúc sư của Kịch đại mới. Aadhe Adhoore của Mohan Rakesh và Dara Shikoh của Danish Iqbal được coi là tác phẩm kinh điển hiện đại.

### Trung Quốc
Theo như định nghĩa của phương Tây, Trung Quốc không có truyền thống " Thoại Kịch ". Tuy nhiên, khi bàn về Hý Kịch Trung Quốc, nếu không phân định chặt chẽ thì Hý kịch Trung Quốc nên được xếp vào Thoại Kịch.
Nguồn gốc của Kinh kịch Trung Quốc có thể bắt nguồn từ các nghi lễ phù thủy từ thời Tiền Tần đến thời nhà Hán, nhưng sự phát triển của Kinh kịch phương Nam vào thời nhà Tống đã dẫn đến sự ra đời của những văn bản kịch hoàn chỉnh sớm nhất hiện có của kinh kịch Trung Quốc là Zhang Xie Zhuang Yuan (张协状元) vào thời Nam Tống. Vào thời nhà Nguyên, với Dadu, Pingyang và Hàng Châu là trung tâm, Zaju đã tỏa sáng rực rỡ. Các thế hệ sau này đã hình thành nhiều hình thức hát bội, tức là nhiều loại hình hát bội. Sau sự phát triển của Kunqu Opera, bắt nguồn từ Tô Châu vào thời nhà Minh, nó lần đầu tiên được giới quý tộc săn đón và yêu thích. Côn khúc và biến kịch bản huyền thoại trở thành một hình thức văn học chính thống mới. Sau đó, Côn khúc được các hoàng gia cuối triều Minh và nhà Thanh ưa chuộng, trở thành một phần của đời sống quý tộc, và trở thành nghệ thuật kịch chính thức được công nhận, vì vậy nó được gọi là "Hoa " . Vì vậy vào thời nhà Thanh, “Cuộc chiến Hoa” được hình thành, thực ra là một hoàn cảnh thịnh vượng chung của các vở Opera. Điều này làm phong phú thêm các thể loại của nghệ thuật Opera, đồng thời cũng hình thành nên những đặc trưng nghệ thuật riêng của nó.
Trong những năm gần đây, học giả nghiên cứu Kịch Đài Loan Tăng Vĩnh Nghĩa (曾永义) đã đưa ra một loạt lập luận rằng khi bàn về nguồn gốc của Kịch Trung Quốc, cần phải phân biệt giữa "Vở kịch lớn" và "Vở kịch nhỏ". Các vở kịch lớn được phát triển và hoàn thành sau các vở Kịch thời nhà Tấn và nhà Nguyên, và các vở kịch trước đó là Zaju nhà Tống và Nhạc vũ của triều đại nhà Đường, Ta Yaoniang (摇娘,) Botou, (钵头), 参军戏, 樊哙排君难等, đều có thể được xếp vào hàng ngũ của vở kịch nhỏ. Rất sớm, Trung Quốc đã có những vở kịch nhỏ.
Trước khi Trung Quốc tiếp xúc văn hóa với phương Tây hiện đại, không có truyền thống "kịch" (chủ yếu là Thoại kịch) theo nghĩa phương Tây. Kịch truyền thống của Trung Quốc là một loại hình nghệ thuật tổng hợp với cốt truyện, "những câu chuyện ca múa", lồng ghép âm nhạc, ca, múa, võ và nhào lộn, tức là Hí Kịch.

### Nhật Bản
Kịch Nō của Nhật Bản là một hình thức kịch nghiêm túc kết hợp kịch, âm nhạc và khiêu vũ thành một trải nghiệm biểu diễn thẩm mỹ hoàn chỉnh. Nó phát triển vào thế kỷ 14 và 15 và có các nhạc cụ và kỹ thuật biểu diễn riêng, thường được truyền từ cha sang con. Các nghệ sĩ biểu diễn thường là nam giới (cho cả nam và nữ), mặc dù các nữ tài tử cũng biểu diễn Kịch Nō. Kịch Nō được hỗ trợ bởi chính phủ, và đặc biệt là quân đội, với nhiều chỉ huy quân đội có đoàn riêng của họ và đôi khi tự biểu diễn. Nó vẫn được biểu diễn ở Nhật Bản cho đến ngày nay .
Kyōgen là bản đối chiếu truyện tranh với Kịch Nō. Nó tập trung nhiều hơn vào đối thoại và ít hơn về âm nhạc, mặc dù đôi khi các nghệ sĩ chơi nhạc cụ Nō cũng xuất hiện ở Kyōgen. Kịch Kabuki, được phát triển từ thế kỷ 17, là một dạng truyện tranh khác, bao gồm cả múa.
Sân khấu kịch và nhạc kịch hiện đại cũng đã phát triển ở Nhật Bản dưới hình thức Shingeki và Takarazuka Revue.